# Orešje na Bizeljskem
Orešje na Bizeljskem este o localitate din comuna Brežice, Slovenia, cu o populație de 233 de locuitori.